# Norrøna
Norrøna är ett varumärke för friluftskläder och friluftsutrustning. Det norska företaget Norrøna har funnits sedan 1929 och har sedan dess drivits av samma familj.
Norrøna öppnade 2016 en ny butik på Kungsgatan 28 i Stockholm City. På 350 m² säljs friluftskläder och friluftsutrustning. Norrøna har populariserat "flashiga" färger på utomhuskläder. Flaggskeppsprodukten är snöoverallen "Lofoten", en rymlig overall som passar för både cross-country och utförsåkning på skidor och snowboard, som säljs i 500 exemplar per år och har blivit imiterad av många andra.

## Historia

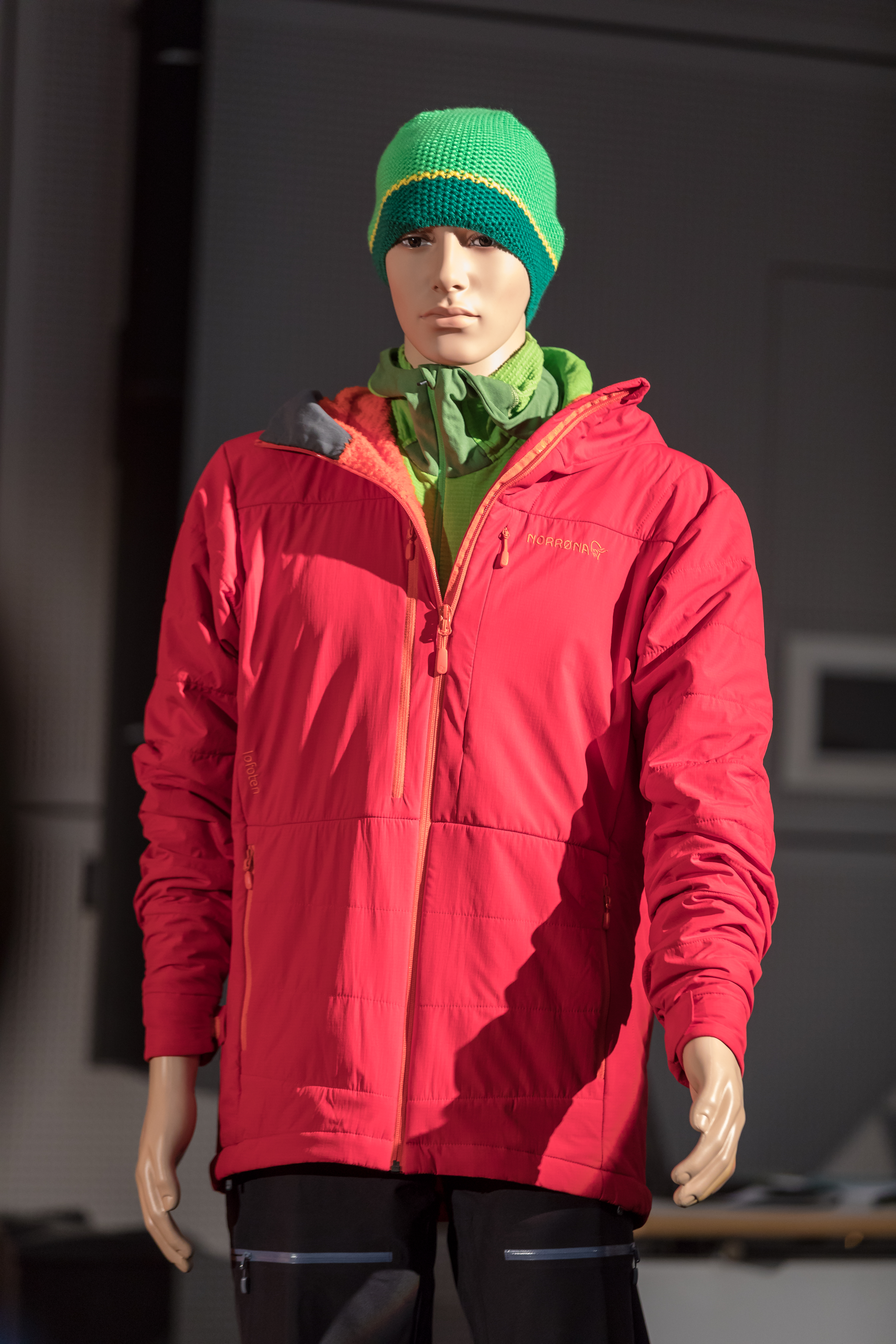
Norrøna jacket from 1993

Norrøna grundades 29 april 1929 av Jørgen Jørgensen. Han efterträddes av sin son Bjarne, sedan Bjarnes son Ole Jørgen, och år 2005 av Ole Jørgens son Jørgen Jørgensen, som öppnade företagets första shop i november 2009 och vann Ernst & Young Entrepreneur of the Year Award i kategorin detaljhandel år 2012.